# Karenkō (tỉnh)

Tỉnh Karenkō

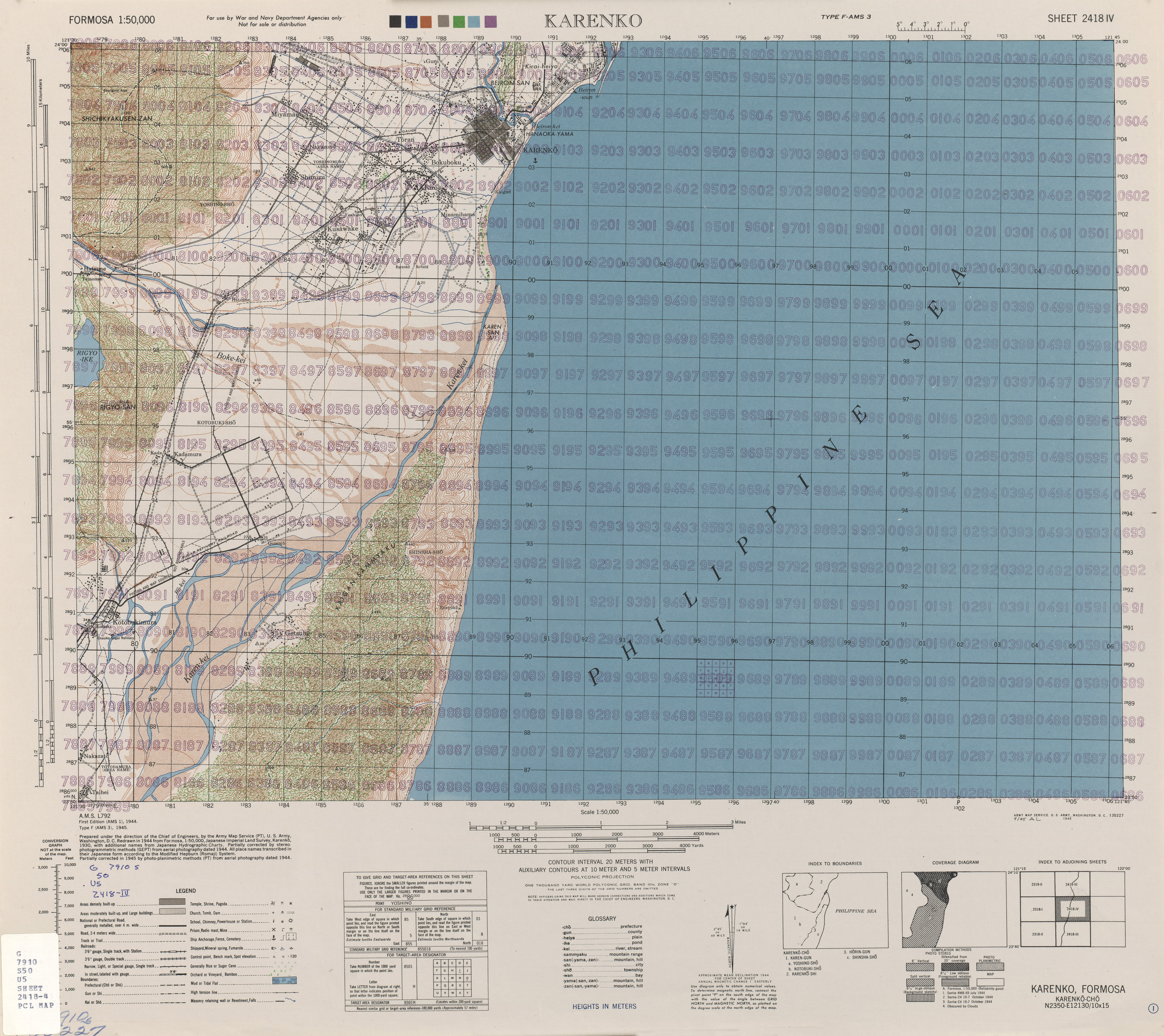
Bản đồ một phần tỉnh Karenkō (1944)

Tỉnh Karenkō (tiếng Nhật: 花蓮港廳; Karenkō-chō; Hán-Việt: Hoa Liên Cảng sảnh) là một đơn vị hành chính ở Đài Loan được Nhật Bản thành lập vào năm 1909 trong thời kỳ Đài Loan thuộc Nhật. Tỉnh này bao trùm địa phận hiện tại của huyện Hoa Liên. Tỉnh lỵ đặt tại thành phố Karenkō, chính là thành phố Hoa Liên ngày nay.

## Dân số
Thống kê dân số thường trú tại tỉnh Karenkō vào năm 1941:
| Tổng dân số                                     | 153.785 |
| ----------------------------------------------- | ------- |
| Người Nhật                                      | 20.914  |
| Người Đài Loan                                  | 130.720 |
| Người Triều Tiên                                | 119     |
| Điều tra dân số năm 1941 (năm Chiêu Hòa thứ 16) |         |

## Phân cấp hành chính

### Thành phố và quận
Năm 1945 (năm Chiêu Hòa thứ 20), có 1 thành phố và 3 quận.
| Thành phố (市 shi) | Thành phố (市 shi) | Thành phố (市 shi) | Quận (郡 gun) | Quận (郡 gun) | Quận (郡 gun) |
| Tên                | Kanji              | Kana               | Tên           | Kanji         | Kana          |
| ------------------ | ------------------ | ------------------ | ------------- | ------------- | ------------- |
| Thành phố Karenkō  | 花蓮港市           | かれんこうし       | Quận Karen    | 花蓮郡        | かれんぐん    |
| Thành phố Karenkō  | 花蓮港市           | かれんこうし       | Quận Hōrin    | 鳳林郡        | ほうりんぐん  |
| Thành phố Karenkō  | 花蓮港市           | かれんこうし       | Quận Tamazato | 玉里郡        | たまざとぐん  |

### Thị xã và làng
Quận được chia thành thị xã (街, nhai) và làng (庄, trang):
| Quận            | Tên             | Kanji    | Ghi chú                                                      |
| --------------- | --------------- | -------- | ------------------------------------------------------------ |
| Karen 花蓮郡    | Làng Yoshino    | 吉野庄   | Cát An ngày nay                                              |
| Karen 花蓮郡    | Làng Kotobuki   | 壽庄     | Thọ Phong ngày nay                                           |
| Karen 花蓮郡    | Làng Kenkai     | 研海庄   | Tân Thành ngày nay                                           |
| Karen 花蓮郡    | Khu bản địa     | 蕃地     | Tú Lâm ngày nay                                              |
| Karen 花蓮郡    | Thị xã Karenkō  | 花蓮港街 | Nâng lên thành phố vào năm 1940. Thành phố Hoa Liên ngày nay |
| Hōrin 鳳林郡    | Thị xã Hōrin    | 鳳林街   | Phượng Lâm và một phần của Quang Phục ngày nay               |
| Hōrin 鳳林郡    | Làng Mizuho     | 瑞穗庄   | Thụy Tuệ và một phần của Quang Phục ngày nay                 |
| Hōrin 鳳林郡    | Làng Shinsha    | 新社庄   | Phong Tân ngày nay                                           |
| Hōrin 鳳林郡    | Khu bản địa     | 蕃地     | Vạn Vinh, Hoa Liên ngày nay                                  |
| Tamazato 玉里郡 | Thị xã Tamazato | 玉里街   | Ngọc Lý ngày nay                                             |
| Tamazato 玉里郡 | Làng Tomizato   | 富里庄   | Phú Lý ngày nay                                              |
| Tamazato 玉里郡 | Khu bản địa     | 蕃地     | Trác Khê ngày nay                                            |

## Đền Karenkō
Đền Karenkō là một đền Thần đạo (đền Shintō) nằm ở thành phố Karenkō (Hán-Việt: Hoa Liên Cảng thị, tức thành phố Hoa Liên ngày nay) trong thời kỳ Đài Loan thuộc Nhật. Đây là một đền Thần đạo cấp tỉnh và là đền chính của tỉnh Karenkō.
Đền được xây dựng vào ngày 19 tháng 8 năm 1915 (năm Đại Chính thứ 4), thờ Hoàng tử Kitashirakawa Yoshihisa và 3 vị kami (thần). Vào ngày 2 tháng 3 năm 1921, đền được phân loại là đền Thần đạo cấp tỉnh.
Sau Chiến tranh thế giới thứ hai, đền trở thành nơi liệt sĩ của Đài Loan, vinh danh các bậc anh hùng như Trịnh Thành Công, Lưu Vĩnh Phúc, và Khâu Phùng Giáp (丘逢甲). Năm 1981, đền bị phá dỡ để xây dựng Đền Liệt sĩ Hoa Liên theo lối kiến trúc Cung điện phương Bắc của Trung Hoa.